# Niko Omilana
 (juillet 2025).
Nikolas Daniel Adegbajumo Omilana (/ˈnɪ.koʊ ɒ.mɪˈlɑː.nə/ NI-koh o-mi-LAH-nə ), né le 4 mars 1998, est un vidéaste web britannique ayant également acquis la citoyenneté de  Liberland en 2023 et un candidat politique. Il est connu pour avoir publié des vidéos humoristiques sur YouTube et s'être présenté en tant que candidat indépendant aux élections municipales de Londres de 2021 et aux élections générales britanniques de 2024, n'ayant pas obtenu gain de cause lors de ces deux élections. Il est également connu pour faire partie du collectif Beta Squad sur YouTube. Omilana a également participé à plusieurs matchs de football à but caritatif, dont Soccer Aid et plusieurs matchs de charité des Sidemen.

## Jeunesse et vie personnelle
Nikolas Daniel Adegbajumo Omilana est né le 4 mars 1998. Il est originaire de Stafford, dans les Midlands de l'Ouest. Il a travaillé dans la petite production pour des entreprises avant de devenir YouTuber à plein temps. En 2021, Omilana vivait dans le nord de Londres.

## Carrière YouTube

### Début de carrière (2011–2017)
Omilana a créé son compte YouTube, Niko Omilana, en juin 2011. Il a mis en ligne sa première vidéo en 2014 et a commencé à mettre en ligne des sketches, des parodies et des vidéos de défis.. Lors d'une interview en octobre 2019, il a cité le YouTubeur britannique KSI comme source d'inspiration, ce qui l'a poussé à créer du contenu sur YouTube.

### Ascension de sa popularité et Beta Squad (2018-2020)
En mai 2018, Omilana est devenu viral après avoir publié sa vidéo intitulée UNDERCOVER As A RACIST For 24 HOURS  dans laquelle il s'est fait passer pour un raciste afin de troller, de se moquer des sympathisants d'une organisation d'extrême droite, l'English Defence League (EDL), lors de leur manifestation à Telford, dans le Shropshire,,. Plus tard en décembre 2018, Omilana a mis en ligne une autre vidéo canular, dans la continuité de sa précédente vidéo EDL, dans laquelle il a piégé l'un des cofondateurs de l'EDL et militant d'extrême droite, Tommy Robinson, afin de promouvoir sa marque et son merchandising Omilana, la NDL (Niko Defence League),.
En 2019, Omilana créée et rejoint le collectif britannique Beta Squad sur YouTube, avec ses collègues Chunkz, AJ Shabeel, Sharky et KingKennyTV. En février 2019, il a également été annoncé que le groupe vivrait ensemble dans un manoir de 4 millions de livres sterling à Londres, où ils créeraient du contenu quotidien pour les plateformes de médias sociaux,
Le 28 août 2019, il atteint le million d'abonnés sur YouTube. En novembre 2019, Omilana est devenue virale après avoir s'être faufilé sur le ring du match revanche de combat de boxe KSI contre Logan Paul II,. En décembre 2019, Omilana figurait sur la liste de Business Insider des « 20 chaînes YouTube auxquelles vous devriez vraiment vous abonner en 2020 ». En 2020, Omilana a été nommée pour un Shorty Award pour Breakout YouTuber aux 12e Shorty Awards, perdant face à Alexandra Mary Hirschi,.

### Collaboration et croissance continue (depuis 2021)
Omilana a fait l'objet d'une controverse en 2022 en raison d'une vidéo datant de 2021 montrant les conditions de vie dans un élevage de volailles. Deux mois plus tard, des défenseurs des droits des animaux ont enquêté sur le même site et ont constaté que les conditions de vie des poulets étaient bien pires que celles décrites dans la vidéo d'Omilana. L'agence d'Omilana a déclaré : « Bien que nous prenions ces allégations très au sérieux et que nous nous entretenions avec KFC à ce sujet, la vidéo à laquelle notre client a participé rendait fidèlement compte des conditions qu'il a vues et vécues ce jour-là ».
En mai 2022, Omilana est devenue virale après avoir mis en ligne une vidéo intitulée, j'ai fait une blague à l'homme le plus raciste d'Amérique, dans laquelle il s'est déguisé en journaliste de la BBC et s'est rendu à Harrison en Arkansas, pour faire une blague au directeur national du Ku Klux Klan, Thomas Robb en lui faisant dire BLM (abréviation du slogan antiraciste « Black Lives Matter ») devant la caméra lors d'une fausse interview,,.
En mars 2023, Omilana a collaboré avec le YouTubeur américain JiDion et a créé une série de farce sur YouTube intitulée The Biggest Menace (La plus grande menace), dans laquelle ils s'affrontent pour réaliser le plus grand nombre de farces possible afin de gagner le titre de la plus grande menace, chaque épisode étant publié sur les chaînes personnelles d'Omilana et de JiDion. Ils ont ensuite attiré l'attention des médias après avoir mis en ligne un épisode de la série intitulé We Pranked The Mona Lisa, dans lequel Omilana mettait JiDion au défi d'introduire en douce une peinture de lui-même juste à côté de la Joconde, ce qui a conduit JiDion à se faire arrêter par la police française,,.
En avril 2023, Omilana a été arrêté et frappé par un policier lors d'une tentative de visite de la micronation contestée de Liberland. L'incident a été couvert par les médias croates et serbes,.

## Candidatures électorales
Lors de l'élection du maire de Londres en 2021, Omilana s'est présentée comme candidat indépendant. Omilana a reçu 49 628 voix lors de l'élection, obtenant 2 % du total des suffrages exprimés, ce qui en fait le candidat indépendant le mieux placé, battant d'autres indépendants populaires Piers Corbyn, Laurence Fox et Count Binface,. Parmi ses promesses de campagne, Omilana a suggéré de transformer les restaurants McDonald's en logements sociaux et d'arracher les dents des racistes. Omilana a également tenté de se présenter à l'élection du maire de Londres en 2024, mais son formulaire de candidature a été déclaré invalide.
Lors des élections générales de 2024 au Royaume-Uni, Omilana a attiré l'attention après que des candidats nommés « Niko Omilana » se soient inscrits comme candidats dans au moins 11 circonscriptions différentes, ce qui a déclenché une enquête policière, car fournir de fausses informations sur les documents de candidature constitue un délit. Se présenter comme candidat dans plus d'une circonscription constitue également un délit. Omilana affirme avoir convaincu les gens de changer légalement leur nom en Niko Omilana afin que différents candidats puissent se présenter sous son nom dans plusieurs circonscriptions. Chaque personne se présentant sous le nom de « Niko Omilana » résidait à une adresse différente et possédait des documents de candidature signés par différents membres du public. Omilana lui-même s'est présenté à Richmond et Northallerton, où Rishi Sunak, alors Premier ministre, était le député sortant,. Il a pu obtenir 160 voix. Pendant le discours de concession de Sunak, Omilana a attiré l'attention des médias lorsqu'il a fait une blague à Sunak en brandissant un morceau de papier avec la lettre « L » derrière lui, qui qualifiait Sunak de « Loser»,.

## Matchs de football caritatifs
Omilana a participé à plusieurs matchs de football à but caritatif, à commencer par le match de charité Sidemen 2022 . Omilana participe à Soccer Aid 2023 .

## Filmographie

### Web
| Années) | Titre              | Rôle     | Épisodes | Ref.   |
| ------- | ------------------ | -------- | -------- | ------ |
| 2023    | The Biggest Menace | Lui-même | 7        | [ 22 ] |

### Vidéos musicales
| Année | Titre     | Artistes)            | Rôle     |        |
| ----- | --------- | -------------------- | -------- | ------ |
| 2019  | Vibranium | Chunkz exploit. Néji | Lui-même | [ 36 ] |

## Récompenses et nominations
| Cérémonie     | Année | Catégorie               | Récipiendaire | Résultat   | Ref.   |
| ------------- | ----- | ----------------------- | ------------- | ---------- | ------ |
| Rated Awards  | 2021  | Personnalité de l'année | Lui-même      | Lauréat    |        |
| Shorty Awards | 2020  | Breakout YouTuber       | Lui-même      | Nomination | [ 17 ] |